# 故障模式、影響與診斷分析
故障模式、影響與診斷分析（Failure modes, effects, and diagnostic analysis）也稱為失效模式、影響與診斷分析，簡稱FMEDA，是確認子系統或產品之失效率、失效模式以及診斷能力的系統化分析方式。FMEDA技術會分析以下的內容：
- 設計中使用的所有零件。
- 所有零件的功能。
- 所有零件的失效模式。
- 所有失效模式對產品功能的影響。
- 自動診斷，偵測失效的能力。
- 設計強度（降額定、安全系數等）。
- 運作條件（環境應力因素）

假定有零件失效的資料庫，其資料已用實際應用的失效資料校正，相當的準確，此方法可以預測產品在特定應用下的失效率以及失效模式資料。和保固退貨分析以及一般的失效分析（這些分析一般不會有關於失效紀錄的細節資訊），此方法分析的結果會比較準確。
FMEDA報告的核心一般會提到安全失效比例（Safe Failure Fraction，若有失效，不會發生危險，且有被偵測到的比例）和診斷覆蓋率（Diagnostic Coverage，在所有危險失效中，有偵測到的比例）。在IEC 61508和ISO 13849標準中都有定義這二個名詞。
在車輛功能安全標準ISO 26262裡，可以用FMEDA計算硬體的可靠度指標，例如SPFM（單點故障指標）、LFM（潛在故障指標）、PMHF（硬體故障機率指標）等，依照硬體的車輛安全完整性等級（ASIL）不同，會有不同的SPFM、LFM及PMHF要求。
FMEDA的名稱是由William M. Goble博士在1994年命名，其技術是1988年起由Goble博士和其他Exida公司的工程師所發展的。

## 發展
FMEDA是在1980年代末期，由Exida公司的幾位工程師，以1984年RAMS座談會中一份論文的部份內容為基礎發展的。一開始的FMEDA是以失效模式與影響分析（FMEA）分析流程為基礎，再加上了二個資訊。第一項是所有零件的量化失效資料（失效率以及失效模式的分佈），第二項是系統透過自動在線診斷，可以偵測到內部失效的機率。對於越來越複雜的系統，以一些在正常環境下無法完整發揮所有功能的系統（例如低需求的緊急關斷系統），若要達成其可靠度，並且維持可靠度，上述的資訊非常的重要。
也很明確要有針對自動化診斷進行量測的能力。此方式是在1980年代末被人所認可。使用現代FMEDA原則以及基本方法的分析方式，最早是在《Evaluating Control System Reliability》一書中提及的。FMEDA這個詞語最早是在1994年使用，此方法進一步的改良是在1990年代末期所發表。在1990年代末期時，有將此方法說明給IEC 61508委員會的成員，後來也列在標準中，成為評斷產品失效率、失效模式以及診斷覆蓋率的方法。在2000年代初期，在準備IEC 61508標準時，對FMEDA方式進行了進一步的優化，主要更改有：
1. 使用功能失效模式
2. 機械元件的使用
3. 對於人工驗證測試有效性的預測
4. 對於產品壽命的預測

基於這些更改，FMEDA方法更加的完整可用。

## 功能失效模式分析
功能失效模式分析（functional failure mode analysis）是在2000年代初期由John C. Grebe加入FMEDA流程中。早期的FMEDA分析會直接依IEC 61508，將零件的失效模式分成安全和危險。在有多重失效模式（例如電子元件的開路或短路）的情形下，很難直接指定安全或危險的。而且若產品在不同的應用下，其對應的分類也會有變化。配合在FMEDA過程中直接指定失效模式的分類，需要針對不同應用或是使用的差異，定義新的FMEDA。
若是用功能失效模式分析的方式，在FMEA時會識別實際的功能失效模式。在細節的FMEDA中，會將每一個元件的失效對應到功能的失效模式。之後再依產品在特定應用下的產品失效模式，為功能失效模式分類。因此若有新的應用，就不用再重做FMEDA了。

## 機構的FMEDA技術
從2000年代初期開始，可以清楚看出許多用在安全關鍵應用的產品都有包括機構元件在內。沒有考慮機構元件的FMDEA技術並不完整、可能造成誤解，有潛在的危險性。FMEDA技術的一個基本問題就是沒有包括機構元件失效率以及失效分佈的資料庫。
Exida參考了許多已發告的參考資料，在2003年開始發展機構元件的失效資料庫。後來經過幾年的優化和研究，發表了機構元件失效的資料庫 the database has been published.，因此FMEDA可以適用於包括有機構及電子的元件，以及純機構元件。

## 人工驗證測試的有效性
FMEDA可以預測自動診斷的覆蓋率，也可以用同樣方式預測已定義人工驗證測試的有效性。會在FMDEA表格中加入額外的一欄，估計偵測到元件失效模式的可能性。會用計算自動診斷覆蓋率的方式來驗證測試的累積有效性。